# Чабан, Алексей Филиппович
Алексей Филиппович Чабан — советский хозяйственный и государственный деятель, лауреат Государственной премии СССР за выдающиеся достижения в труде.

## Биография
Родился в 1938 году в Киевской области Украинской ССР. Член КПСС.
В 1955—1958 годах — помощник комбайнера, комбайнер Степанецкой МТС.
В 1958—1961 годах — военнослужащий Советской армии.
В 1961—1991 годах — тракторист-машинист Каневской гидролесомелиоративной станции Министерства лесного хозяйства Украинской ССР.
Плановые задания девятой пятилетки выполнил за три года и семь месяцев. В десятой пятилетке Чабаном было построено 29370 м водозадерживающих и водорегулирующих валов при плане в 19,8 тыс. м, затеррасировано 143 га крутосклонов при плане в 120 га, посажено 174,6 га лесных культур, осуществлен уход за молодыми посадками на площади 730 га при плане в 490 га. Выработка на условный трактор составила 160,3 % к плану.
За высокую эффективность и качество работы на основе изыскания и использования внутренних резервов был в составе коллектива удостоен Государственной премии СССР за выдающиеся достижения в труде 1980 года.
Делегат XXVI съезда КПСС.
Жил в Каневе.

## Награды
- Орден Ленина